# Port Vell de Barcelona
El Port Vell de Barcelona és la part més antiga del Port de Barcelona, on va néixer el primer moll estable de la ciutat, amb més de quatre segles d'existència. El separa de la mar una escullera, fins fa ben poc un dels llocs predilectes d'oci popular de la ciutat.
El moll de la Fusta va ser remodelat per Manuel de Solà-Morales.
Les seves instal·lacions estan destinades a embarcacions esportives i creuers. Dintre del Port Vell hi ha diversos equipaments com el Palau de Mar, que allotja el Museu d'Història de Catalunya, la Duana de Barcelona, el World Trade Center Barcelona i l'Aquàrium de Barcelona. També a la part central hi ha una zona dedicada a l'ús comercial, conegut com el Maremàgnum.

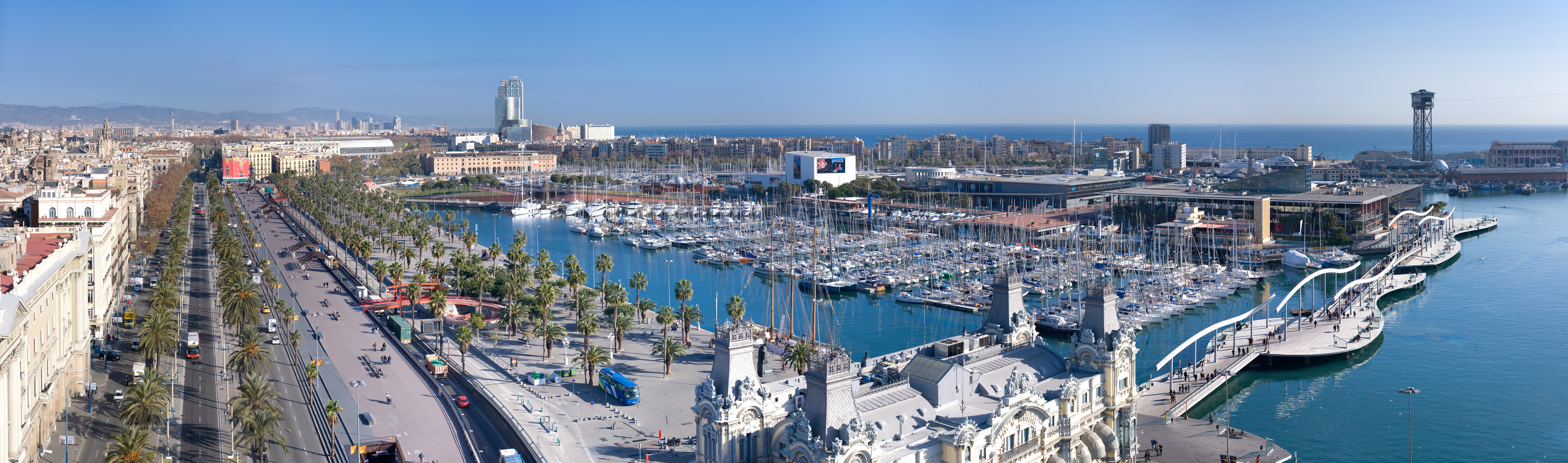
Vista panoràmica del Port Vell